# Heike Lätzsch
Heike Lätzsch (Brunswick, 19 de diciembre de 1973) es una exjugadora alemana de hockey sobre césped.

## Trayectoria
Lätzsch tuvo su primera participación olímpica en Barcelona 1992. En el torneo llegó a la final, pero perdió ante la selección anfitriona y obtuvo la medalla plata. En Atenas 2004 venció a Países Bajos en la final y ganó la primera medalla de oro de la selección alemana.